# Nominalizm
Nominalizm pojęciowy – jeden z poglądów filozoficznych na pojęcia ogólne, inaczej powszechniki lub uniwersalia. Nominalizm odmawia im istnienia realnego, to znaczy obiektywnego, poza umysłem i ludzką mową, uznający je za nazwy, służące jedynie komunikacji językowej. Według nominalistów każdemu pojęciu odpowiadają jednostkowe konkretne przedmioty, czyli desygnaty; jest to przeciwieństwo realizmów pojęciowych jak platonizm czy arystotelizm. Przykładowe doktryny nominalistyczne to reizm, różne formy pozytywizmu oraz niektóre inne empiryzmy.
Nominalizm był jednym ze stanowisk w średniowiecznym sporze o uniwersalia. W IX wieku Ibrahim al-Nazzam przedstawiał nominalizm arabski. Należąc do skrajnej grupy mutazylitów, odrzucał wszechmoc Boga i uczył o równości ludzi z innymi zwierzętami, które według niego też mogą zostać zbawione.
Przedstawicielami nominalizmu byli:
- Eryk z Auxerre
- Remigiusz z Auxerre
- Roscelin
- William Ockham
- George Berkeley